# Cem Sekerlioglu
Cem Sekerlioglu (türkisch Cem Şekerlioğlu; * 2. März 1979) ist ein ehemaliger österreichischer Fußballspieler und nunmehriger -trainer.

## Karriere

### Als Spieler
Sekerlioglu begann seine Karriere beim FK Austria Wien, bei dem er auch die Akademie durchlief. Ab der Saison 1998/99 gehörte er zum Kader der Amateure der Wiener. Im Jänner 1999 schloss er sich dem unterklassigen SC Marchegg an. Zur Saison 1999/2000 wechselte er zum Zweitligisten SC Untersiebenbrunn. Im Juli 1999 debütierte er gegen den First Vienna FC in der zweiten Liga. Bis Saisonende absolvierte er 15 Zweitligapartien, in denen er zweimal traf.
Zur Saison 2000/01 schloss Sekerlioglu sich dem Regionalligisten SV Hundsheim an. Für Hundsheim lief er sechsmal in der Ostliga auf. Im Jänner 2001 zog er weiter ins Burgenland zum viertklassigen ASK Horitschon. Zur Saison 2001/02 wechselte er nach Wien zum ebenfalls viertklassigen IC Favoriten. Zur Saison 2002/03 wechselte er zur SV Donau Wien. Zur Saison 2003/04 zog der Mittelfeldspieler weiter nach Niederösterreich zum unterklassigen FK Blau-Weiß Hollabrunn. Zur Saison 2005/06 wechselte er zum SC Lassee, in der Saison 2006/07 spielte er für den SC Mannsdorf. Zur Saison 2007/08 wechselte er zum SC Mauerbach. Im Jänner 2008 schloss er sich dem sechstklassigen SV Draßmarkt aus dem Burgenland an. Mit diesem stieg er zu Saisonende in die II. Liga auf. Nach der Saison 2008/09 beendete er seine Karriere als Aktiver.

### Als Trainer
Sekerlioglu arbeitete ab der Saison 2005/06 in der Akademie des FK Austria Wien. Dort trainierte er in den folgenden Jahren sämtliche Altersstufen, ehe er im Februar 2014 Assistent von Herbert Gager bei den Profis der Wiener wurde. Nach der Saison 2013/14 trennte sich die Austria von Gager, Sekerlioglu übernahm daraufhin die U-18-Mannschaft in der Akademie. Diese trainierte er sieben Jahre lang, ehe er zur Saison 2021/22 ein zweites Mal Co-Trainer bei den Profis wurde, diesmal von Manfred Schmid. Gemeinsam mit Schmid wurde er im Dezember 2022 entlassen.
Im März 2023 folgte er Schmid dann zum Ligakonkurrenten Wolfsberger AC. Dort wurden die beiden nach der Saison 2023/24 entlassen. Im September 2024 wurde Sekerlioglu ein weiteres Mal Assistent von Schmid, diesmal beim TSV Hartberg.
Zur Saison 2025/26 übernahm Sekerlioglu mit dem Zweitligisten SKN St. Pölten erstmals eine Profimannschaft als Cheftrainer.

## Persönliches
Sekerlioglus Bruder Attila (* 1965) war ebenfalls Fußballspieler.